# Stegastes uenfi
Stegastes uenfi és una espècie de peix de la família dels pomacèntrids i de l'ordre dels cipriniformes que es troba al Brasil.